# 복의
복의(濮議)는 방계 황족 출신이던 북송 영종이 사친 복왕 조윤양을 황제로 추존하려 했던 사건을 말한다.
북송의 4대 황제였던 북송 인종은 아들들이 모두 일찍 사망했고 친척들 중에서 후계를 입양해야만 했다. 그렇게 선택된 후계자가 사촌형 여남군왕의 아들 조종실이었고 인종이 붕어하자 조종실이 황제가 되니 곧 영종이다. 영종은 사친이던 여남군왕을 복왕에 봉한 뒤 시호를 안의(安懿)라 했다. 그 뒤 복왕의 제사를 어떻게 해야 할지를 두고 재상 한기가 황제에게 의견을 구했고 이것이 곧 조정에서 논쟁이 되었다.
한기·구양수·증공량 등은 예의 기본은 근본을 받드는 것이고 자식이 존귀하면 부모도 존귀해진다는 이유로 복왕을 황고(皇考)로 대해야 한다고 주장했다. 한편 사마광·범순인·여대방 등은 영종이 인종의 양자로서 황위를 이었으니 복왕과 영종은 부자 관계가 더 이상 성립하지 않으며 복왕을 황백고(皇伯考)라 하여 백부의 예로써 대해야 한다고 주장했다. 전자를 주장한 사람들은 재상 등 조정의 실무를 담당하는 사람들이었는데 어사대와 간관 등 언관직이 후자를 지지하면서 조정 내에서 큰 싸움이 벌어졌다. 언관직이 재상을 탄핵하고 재상은 언관직을 좌천시키는 등 사태는 심각해졌고 결국 인종의 황후인 자성광헌황후가 중재를 맡아 복왕을 황친(皇親)으로 대우하는 것으로 수습되었다. 하지만 영종이 재위 4년만에 갑작스레 붕어하자 언관직을 배척하고자 했던 재상들도 사직을 하고 물러나야 했다.
송나라의 사대부들은 비판 정신이 투철하였고 동시에 이를 자신의 존재감을 사회에 보이는 기회로 활용하곤 했다. 재상과 언관의 대립은 정책을 두고 자주 있었고 복의에 참여했던 당사자들의 대부분이 다시 관여하게 되는 신구당쟁 때 이는 최고조에 달하게 된다.

## 같이 보기
- 대례의 의
- 대원군
- 존호일건